# Aloe orientalis
Aloe orientalis é uma espécie de liliopsida do gênero Aloe, pertencente à família Asphodelaceae.